# Соединённое королевство Великобритании и Ирландии
Соединённое королевство Великобритании и Ирландии (англ. The United Kingdom of Great Britain and Ireland) было создано заключением в 1800 году союза Королевства Великобритании (бывшего в свою очередь результатом союза Шотландии и Англии в 1707 году) и Королевства Ирландия, вступившего в силу 1 января 1801 года. Прекратило своё существование после обретения Ирландией независимости 6 декабря 1922 года, и создания Ирландского Свободного государства в результате подписания англо-ирландского договора. Только в 1927 году в соответствии с Актом о королевском и парламентском титулах государство было переименовано в Соединённое Королевство Великобритании и Северной Ирландии. 
В XIX веке, благодаря колониальным завоеваниям и развитию промышленности, Соединённое королевство Великобритании и Ирландии стало одним из крупнейших, наиболее влиятельных и экономически развитых государств мира и приобрело неофициальное наименование Британской империи, де-факто просуществовавшей вплоть до конца XX века.

## Происхождение
Слияние произошло после Ирландского восстания (1798) и кризиса, связанного с душевным нездоровьем короля Георга III, из-за чего королевства теоретически могли назначить разных регентов. Союз был оформлен в виде Акта об унии, прошедшего Парламент Ирландии и Парламент Великобритании.
Правительство Великобритании наградило титулами, землёй и деньгами ирландских парламентариев для поощрения их поддержки объединения, потому что раньше они были против союза. Некоторые оценивают это как компенсацию за потерю статуса, мест в парламенте (многие из которых представляли «гнилые местечки»). Вне ирландского парламента большинство, особенно историки, считают это взяточничеством.

### Условия объединения
Ирландский парламент был упразднён, и Ирландия должна была получить голос в объединённом парламенте. Для ирландских католиков было предложено ввести равноправие католиков, чему яростно сопротивлялся полностью англиканский ирландский парламент. Предложение было заблокировано Георгом III, который посчитал уравнивание католиков нарушением его коронационной клятвы.

## После объединения
Акт об объединении вначале приветствовался в Ирландии, поскольку население, состоящее в основном из католиков, враждебно относилось к ирландскому парламенту. Католическая иерархия поддерживала союз. Решение Георга III об отмене равноправия католиков существенно подорвало привлекательность союза. Генри Граттан и прочие лидеры, бывшие ведущими членами старого парламента и обычными членами нового, жестоко осудили такой поворот событий.
Окончательное принятие равноправия католиков в 1829 году, последовавшее за кампанией Дэниэла О’Коннелла, выигравшего выборы в парламент и не имеющего возможности по религиозным убеждениям дать Клятву Верховенства (англ. Oath of Supremacy), устранила основной негативный фактор. С 1829 года снова были слышны требования создания отдельного ирландского парламента, которые всё же ни к чему не привели.
Последующие лидеры (например Чарльз Стюарт Парнелл) требовали самоуправления, называемого гомруль (Home Rule), что было почти достигнуто в 1880-х годах при британском премьер-министре Уильяме Гладстоне. Эта мера не прошла в парламенте, и после того, как консерваторы оказались в большинстве, в течение всего их правления идею не принимали. Постоянная отсрочка гомруля вела к недовольству, потом к насилию и, наконец, к независимости.
В 1919 году парламентарии от Шинн Фейн сформировали односторонний независимый ирландский парламент в Дублине. После Англо-ирландской войны (1919—1921 гг.) 26 ирландских графств 6 декабря 1922 года отделились от Соединённого Королевства и сформировали Ирландское Свободное государство. Шесть графств, названных Северная Ирландия, остались в составе Великобритании.

## Наследие
Хотя с 1922 года страны стали полностью политически независимы, они остались связаны друг с другом. Население Северной Ирландии сейчас де-факто имеет двойное гражданство.
Ирландия использовала ирландский фунт с 1928 по 2002 до замены его евро. До присоединения к МВК в 1979, ирландский фунт был прямо привязан к фунту.